# Willie Middlebrooks
(en) Statistiques sur pro-football-reference
Willie Frank Middlebrooks (né le 12 février 1979 à Miami, en Floride) est un joueur professionnel de football américain et de football canadien, occupant le poste de cornerback de la NFL et de la Ligue canadienne de football.

## Carrière universitaire
Middlebrooks fréquente la Homestead High School à Homestead, en Floride. Il est nommé dans la première équipe All-State en tant que senior. Il joue au football universitaire pour les Golden Gophers de l'université du Minnesota. En 1999, il est nommé dans la deuxième équipe All-Big Ten et dans la première en 2000, mais rate les quatre derniers matchs de la saison à cause d'une fracture de la cheville. Avant la draft 2001 de la NFL, il est considéré comme le meilleur marqueur personnel de la Big Ten, on pense qu'il sera drafté au premier tour, en dépit de sa récente blessure.

### Statistiques universitaires

#### Défense et fumble
|        | Tackles    | Tackles | Tackles | Tackles | Tackles | Def Int | Def Int | Def Int | Def Int | Def Int | Fumbles | Fumbles | Fumbles | Fumbles |    |    |     |    |    |
| Année  | Université | Conf    | Class   | Pos     | G       | Solo    | Ast     | Tot     | Loss    | Sk      | Int     | Yds     | Avg     | TD      | PD | FR | Yds | TD | FF |
| ------ | ---------- | ------- | ------- | ------- | ------- | ------- | ------- | ------- | ------- | ------- | ------- | ------- | ------- | ------- | -- | -- | --- | -- | -- |
| 1998   | Minnesota  | Big Ten |         | DB      | 11      |         |         |         |         |         | 2       | 0       | 0.0     | 0       |    |    |     |    |    |
| *1999  | Minnesota  | Big Ten |         | DB      | 11      |         |         |         |         |         | 1       | 26      | 26.0    | 1       |    |    |     |    |    |
| 2000   | Minnesota  | Big Ten | JR      | DB      | 8       |         |         |         |         |         | 1       | 29      | 29.0    | 0       |    |    |     |    |    |
| Career | Minnesota  |         |         |         |         |         |         |         |         |         | 4       | 55      | 13.8    | 1       |    |    |     |    |    |

y compris le match du Sun Bowl *

#### Points marqués
|        | Touchdowns | Touchdowns | Touchdowns | Touchdowns | Touchdowns | Touchdowns | Touchdowns | Touchdowns | Kicking | Kicking |    |     |     |     |     |     |      |     |
| Année  | Université | Conf       | Class      | Pos        | G          | Rush       | Rec        | Int        | FR      | PR      | KR | Oth | Tot | XPM | FGM | 2PM | Sfty | Pts |
| ------ | ---------- | ---------- | ---------- | ---------- | ---------- | ---------- | ---------- | ---------- | ------- | ------- | -- | --- | --- | --- | --- | --- | ---- | --- |
| 1998   | Minnesota  | Big Ten    |            | DB         | 11         |            |            | 0          |         |         | 0  |     | 0   |     |     |     |      | 0   |
| *1999  | Minnesota  | Big Ten    |            | DB         | 11         |            |            | 1          |         |         | 0  |     | 1   |     |     |     |      | 6   |
| 2000   | Minnesota  | Big Ten    | JR         | DB         | 8          |            |            | 0          |         |         | 0  |     | 0   |     |     |     |      | 0   |
| Career | Minnesota  |            |            |            |            |            |            | 1          |         |         | 0  |     | 1   |     |     |     |      | 6   |

y compris le match du Sun Bowl *

## Carrière professionnelle
Il est le 24e choix générale des Broncos de Denver dans la draft 2001 de la NFL. Il commence sa carrière avec les Broncos, après avoir signé un contrat de 5 ans. Il n'obtient jamais de poste de titulaire et en juillet 2005 les Broncos l'envoient aux 49ers de San Francisco en échange du defensive end John Engelberger. Middlebrooks revient aux Broncos en 2006 pour un contrat d'un an.
Middlebrooks signe comme agent libre avec les Argonauts de Toronto de la Ligue canadienne de football, le 28 avril 2008. Il est nommé joueur défensif de la première semaine de la saison 2008 de la LCF avec neuf plaqués et une interception aux dépens du quart-arrière des Blue Bombers de Winnipeg Kevin Glenn, près de la fin du quatrième quart. Lors de cette saison, il est troisième de son club au chapitre du nombre total de plaqués. Les Argonauts le re-signent en 2010.
Le 1er juin 2011, Middlebrooks annonce sa retraite après avoir subi une grave blessure au cou reçue presque à la fin de la saison 2010.

## Statistiques NFL
| DEFENSIVE | DEFENSIVE           | DEFENSIVE | DEFENSIVE | DEFENSIVE | DEFENSIVE | DEFENSIVE | DEFENSIVE | DEFENSIVE     | DEFENSIVE     | DEFENSIVE     | DEFENSIVE     | DEFENSIVE     | DEFENSIVE     |
|           |                     |           | Tackles   | Tackles   | Tackles   |           |           | Interceptions | Interceptions | Interceptions | Interceptions | Interceptions | Interceptions |
| Année     | Équipe              | MJ        | Comb      | Total     | Ast       | Sck       | SFTY      | PDef          | Int           | TDs           | Yds           | Avg           | Lng           |
| --------- | ------------------- | --------- | --------- | --------- | --------- | --------- | --------- | ------------- | ------------- | ------------- | ------------- | ------------- | ------------- |
| 2005      | San Francisco 49ers | 5         | 8         | 7         | 1         | 0.0       | --        | 1             | --            | --            | --            | 0.0           | --            |
|           |                     |           |           |           |           |           |           |               |               |               |               |               |               |
| 2004      | Denver Broncos      | 12        | 27        | 21        | 6         | 1.0       | --        | 5             | --            | --            | --            | 0.0           | --            |
|           |                     |           |           |           |           |           |           |               |               |               |               |               |               |
| 2003      | Denver Broncos      | 16        | 22        | 19        | 3         | 0.0       | --        | 1             | --            | --            | --            | 0.0           | --            |
|           |                     |           |           |           |           |           |           |               |               |               |               |               |               |
| 2002      | Denver Broncos      | 15        | 16        | 14        | 2         | 0.0       | --        | 0             | --            | --            | --            | 0.0           | --            |
|           |                     |           |           |           |           |           |           |               |               |               |               |               |               |
| 2001      | Denver Broncos      | 8         | 1         | 1         | 0         | 0.0       | --        | 0             | --            | --            | --            | 0.0           | --            |
|           |                     |           |           |           |           |           |           |               |               |               |               |               |               |
| TOTAL     | TOTAL               | 56        | 74        | 62        | 12        | 1.0       | 0         | 7             | 0             | 0             | 0             | --            | 0             |